# Melanagromyza verbesinae
Melanagromyza verbesinae är en tvåvingeart som beskrevs av Spencer 1986. Melanagromyza verbesinae ingår i släktet Melanagromyza och familjen minerarflugor. Inga underarter finns listade i Catalogue of Life.